# Martin Patzelt
 (septembre 2021).
Si vous disposez d'ouvrages ou d'articles de référence ou si vous connaissez des sites web de qualité traitant du thème abordé ici, merci de compléter l'article en donnant les références utiles à sa vérifiabilité et en les liant à la section « Notes et références ».
Martin Patzelt[pas clair], né le 23 juillet 1947 à Francfort-sur-l'Oder (Allemagne occupée[pas clair]), est un homme politique allemand, membre du parti Union chrétienne-démocrate d'Allemagne. Il est élu au Bundestag, à la suite des élections de 2013. Il ne se représente pas lors des élections de 2021.